# Теотиуакан

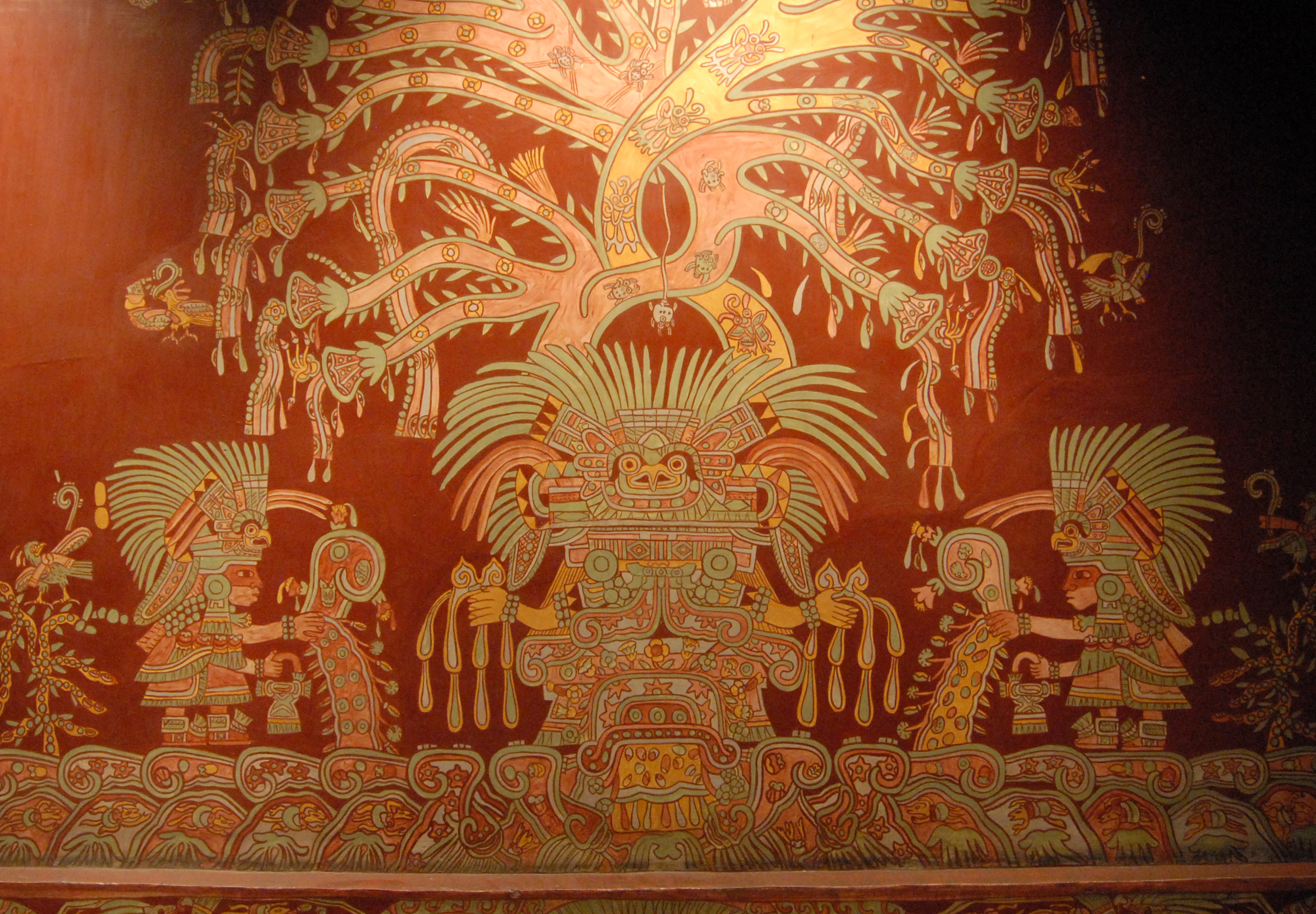
«Великая богиня Теотиуакана» (настенная роспись)

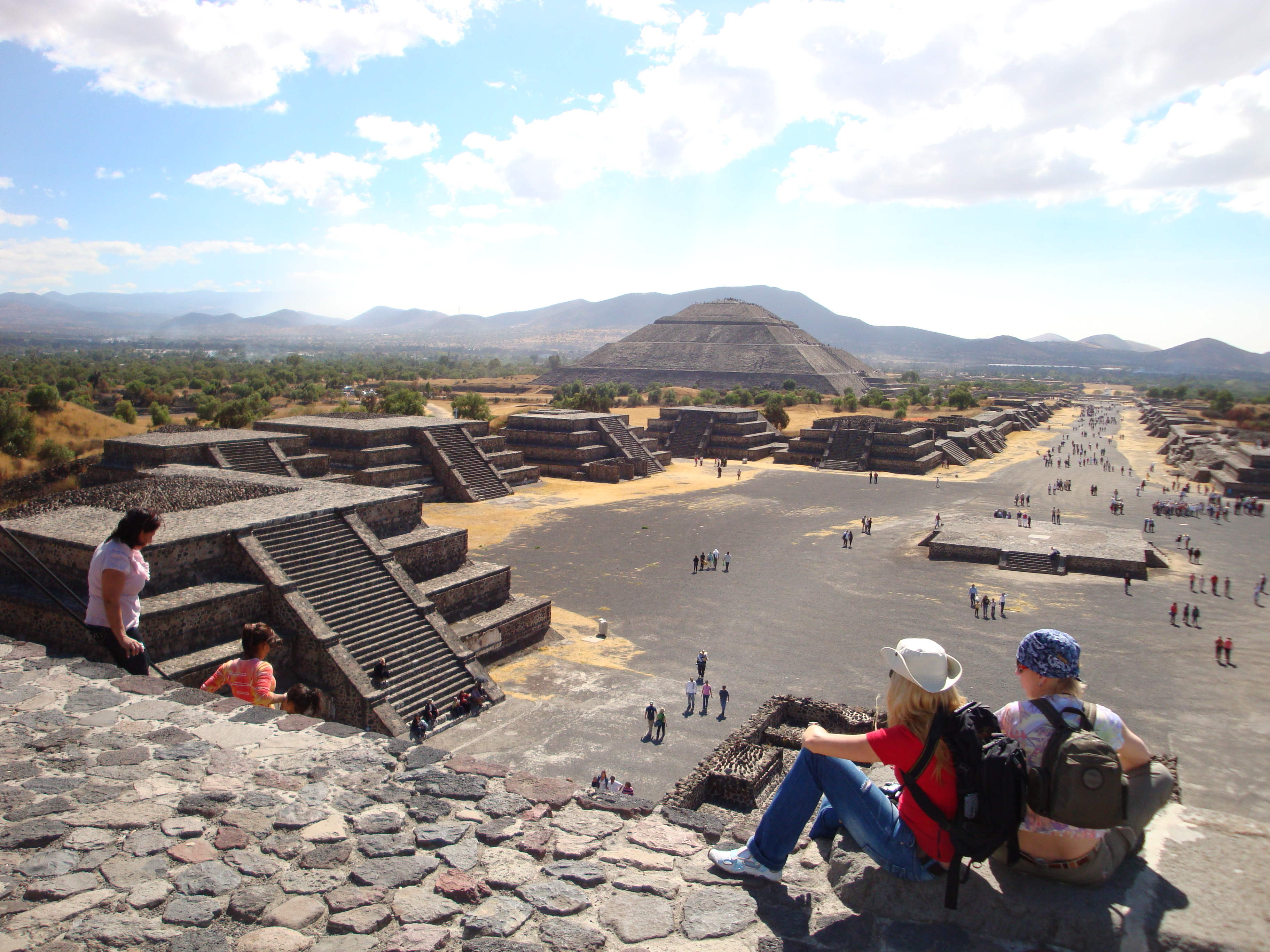
Пирамида Солнца и Дорога Мёртвых, Теотиуакан, вид с пирамиды Луны

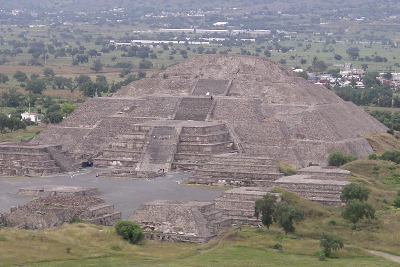
Пирамида Луны (Теотиуакан, Мексика)

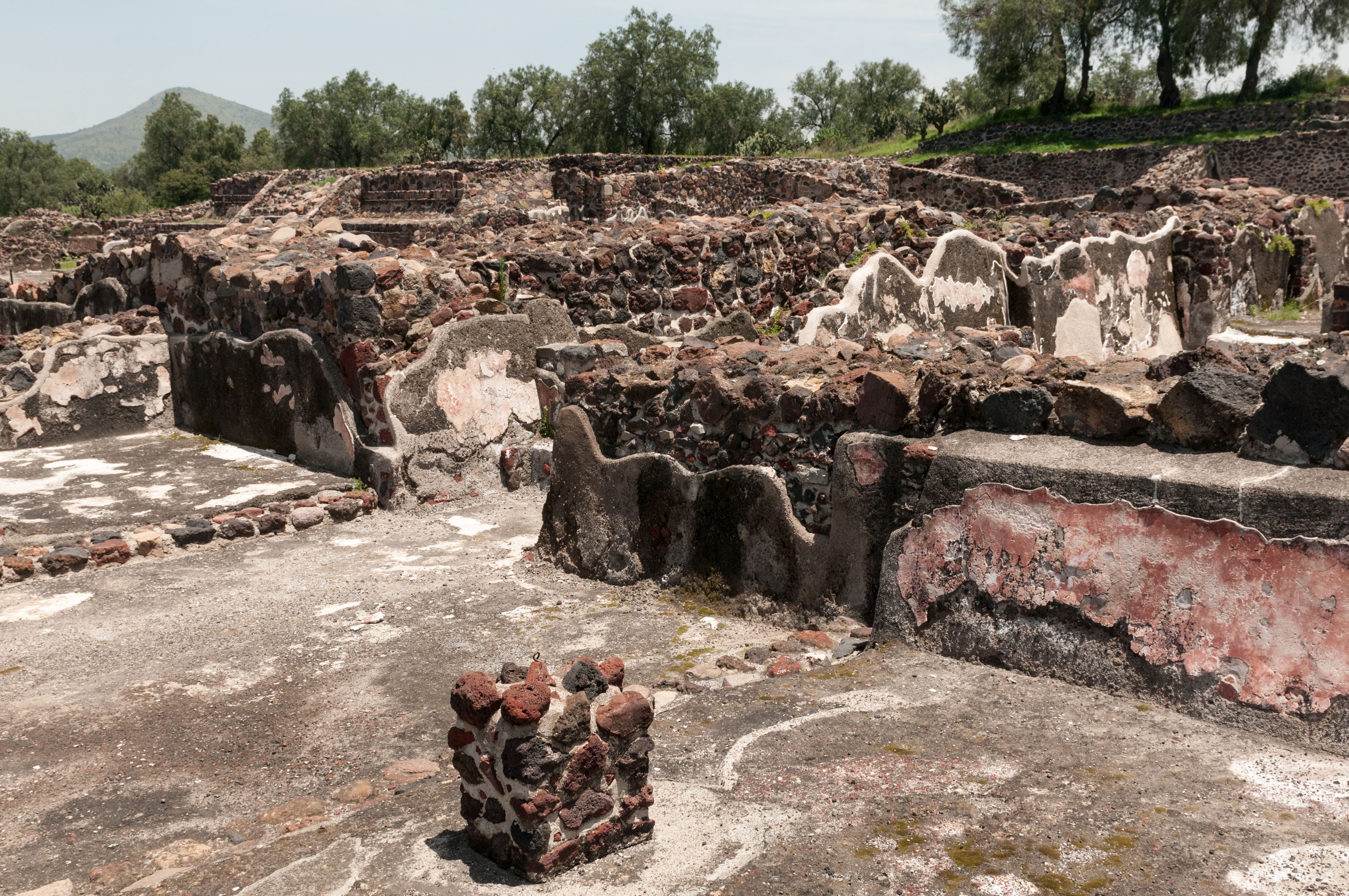
Остатки жилой застройки

Теотиуака́н (аст. Teōtīhuacān — место, где родились боги, или город богов; юк. Puh — заросли камыша, много народа) — древний полиэтнический город-государство, расположенный в 50 километрах к северо-востоку от центра города Мехико в муниципалитете Теотиуакан-де-Ариста.

## Общие сведения
Современные исследователи считают, что площадь этого древнего поселения составляла 26—28 км², а население — свыше 125 тыс. человек. Это один из самых древних и самый крупный в эпоху своего расцвета индейский город доколумбовой Америки, входивший в шестёрку самых крупных городов мира. Поселение городского типа в этом месте возникло в III веке до н. э., но город сформировался ко II веку н. э. в результате миграции населения с территорий, пострадавших от извержения вулканов. Основные монументы строились постепенно до 250 года. Упадок города начался в середине VI века, когда центральная часть города и святыни были разграблены и сожжены. К середине VII века город был полностью покинут населением.
Название города неизвестно. В текстах майя классического периода он назывался puh — заросли камыша. Однако это образное выражение для обозначения большого скопления людей использовалось впоследствии разными племенами индейцев для наименования и других крупных городов Мезоамерики. Название Теотиуакан развалинам города дали ацтеки через несколько веков после его исчезновения.
Этнический состав города также определить затруднительно. Известно, что Теотиуакан был полиэтническим городом, а наиболее многочисленные населявшие его племенные группы — науа, отоми и тотонаки. В период расцвета в городе и пригородных селениях жило также большое число мигрантов (квалифицированных и неквалифицированных рабочих) из самых разных, близких и весьма отдалённых регионов Мезоамерики.

### История
Теотиуакан стал региональным центром во II веке н. э. в результате того, что город Теопанкаско и прежний центр Куикуилько были заброшены после извержения вулкана, а их жители переселились в Теотиуакан. Вскоре стал крупнейшим городом и экономическим центром Мезоамерики с населением более 125 тысяч человек.
Правильная сеть улиц, пересекающихся под прямым углом с центральным проспектом города, свидетельствует о том, что Теотиуакан развивался по тщательно продуманному плану. Вокруг центра находились близко расположенные друг к другу глинобитные жилища простых горожан, образующие отдельные городские кварталы с узкими улицами и глухими стенами домов. Дома были в основном одноэтажными, с плоскими крышами и без окон. Единственным источником воздуха и света служили двери, обязательно выходившие во внутренний открытый дворик. В городе имелись и многоэтажные здания.
В эпоху своего наивысшего расцвета (250—600 гг. н. э.) Теотиуакан оказывал значительное культурное влияние на многие области Мезоамерики. Теотиуаканские глиняные сосуды и статуэтки встречаются от северных районов Мексики до гор Гватемалы и от Тихоокеанского побережья до Мексиканского залива. В эпоху расцвета своего могущества Теотиуакан контролировал центральные нагорья Мексики и поддерживал контакты с центрами соседних цивилизаций — Монте-Альбаном и городами-государствами майя (Тикаль).
В период своего расцвета это был город с чётко организованным укладом, во главе которого стояла полиэтническая корпоративная элита, контролировавшая в первую очередь импорт сырьевых товаров. Священнослужители, обладавшие познаниями в астрономии, следили за общественной жизнью и осуществляли жёсткий социальный контроль, в том числе с помощью человеческих жертвоприношений. Домашние алтари были обнаружены даже в самых бедных домах. Искусство и мифология Теотиуакана, отразившие богатый духовный мир своих создателей, были сконцентрированы вокруг пантеона божеств. Важнейшее место в мифологии занимал Кетцалькоатль, бог с телом змеи, покрытым птичьими перьями. Обитатели города поклонялись ему как верховному божеству природы. Позднее у ацтеков Пернатый змей — Кетцалькоатль стал покровителем культуры, его часто отождествляли с планетой Венера.
Развитие цивилизации Теотиуакана по времени совпадает с расцветом Древнего Рима, но история мезоамериканского города оказалась более продолжительной. Город был основным объектом паломничества. Путешествующие по долине Мехико посещали Теотиуакан, чтобы заключить торговые сделки, найти работу или поклониться религиозным святыням. Тысячи предгорных деревень в определённые дни оставались практически пустыми, а их жители устремлялись на площади Теотиуакана, чтобы принять участие в религиозных церемониях и мистических праздниках, призванных обеспечить будущее процветание города и всех обитателей долины.

## Гибель
Упадок города начался в середине VI века, к середине VII века Теотиуакан был заброшен. Пришедшие сюда намного позже ацтеки застали лишь величественные руины.
Первоначально учёные предполагали, что город подвергся иноземному вторжению. Город был сожжён, святыни разграблены, а священные статуи обезображены и разбиты. Однако дальнейшие исследования показали, что разрушению подверглась только центральная часть города, где жила элита, а также культовые сооружения, следов собственно военного вторжения не обнаружено. Более вероятно, что разгром центра города был следствием внутреннего социального конфликта в результате драматического ухудшения условий жизни. Известно, что в этот период в результате крупных извержений вулканов произошли катастрофические глобальные изменения климата. Археологические находки подтверждают, что люди в этом регионе стали умирать от голода, вероятно, из-за длительной засухи. Однако нельзя полностью отвергнуть и версию вторжения, поскольку голод может вызвать значительные миграции.

## Достопримечательности
В центре города есть место, известное под названием «Цитадель». Внутренняя площадь, которая вмещала до ста тысяч человек (половину населения города), ограничена четырьмя массивными пирамидами на платформах. Центральная часть комплекса — Пирамида Пернатого змея (Кетцалькоатля). К ней примыкают два помещения: Северный и Южный дворцы, использовавшиеся не только в качестве административных центров, но также для жилья и работы.
Под Теотиуаканом обнаружен тайный подземный ход возрастом 2000 лет, замурованный между 200 и 250 годами н. э..
Одни из главных (и самых старых) построек Теотиуакана — пирамида Солнца и пирамида Луны.

### Пирамида Луны
Пирамида Луны находится у северного конца «Дороги мёртвых». Её высота — около 42 метров, а длина основания — 150 метров. В 1980-х годах в глубине пирамиды Луны археологи нашли погребальную камеру с останками 12 человеческих тел. У всех них были связаны руки за спиной, однако 10 из них были обезглавлены и брошены в беспорядке посередине камеры. Согласно одной из версий, это были враги обитателей Теотиуакана.
Две другие жертвы, по-видимому, относились к местной элите, так как были аккуратно посажены, на них были украшения из нефрита, ожерелья из изделий, имитирующих человеческие челюсти, и другие знаки высокого положения.
Пока не выяснено, в честь чего были принесены в жертву эти люди, но известно, что ритуал был совершён во время существенной перестройки этого древнего сооружения. Видимо, он символизировал растущее религиозное и политическое влияние города-государства. Об этом же говорит и центр камеры, в котором установлена большая мозаика из нефрита, окруженная 18 обсидиановыми ножами. Ничего подобного в Мезоамерике не было найдено прежде. Также в камере были найдены скелеты пяти волков (или койотов), три скелета пумы или ягуара и 13 останков орлов. Возможно, эти животные были символами воинов (воинских союзов).

### Пирамида Солнца
Первые широкомасштабные исследования пирамиды начал Леопольдо Батрес в 1906 году. Следующие раскопки проводились в 1992—1993 годах под эгидой мексиканского Национального института антропологии и истории под руководством Эдуарда Матоса Моктесумы.
Пирамида Солнца, построенная около 150 года н. э., представляет собой 5-ярусное сооружение с плоской вершиной, на которой стоял когда-то небольшой храм. Высота этого колосса — почти 64,5 метра, длины сторон основания — 211, 207, 217 и 209 метров, общий объём — 993 тыс. м³.
Пирамида Солнца выполнена из булыжника, глины и земли, облицована камнем и была увенчана деревянным храмом.

## Галерея изображений

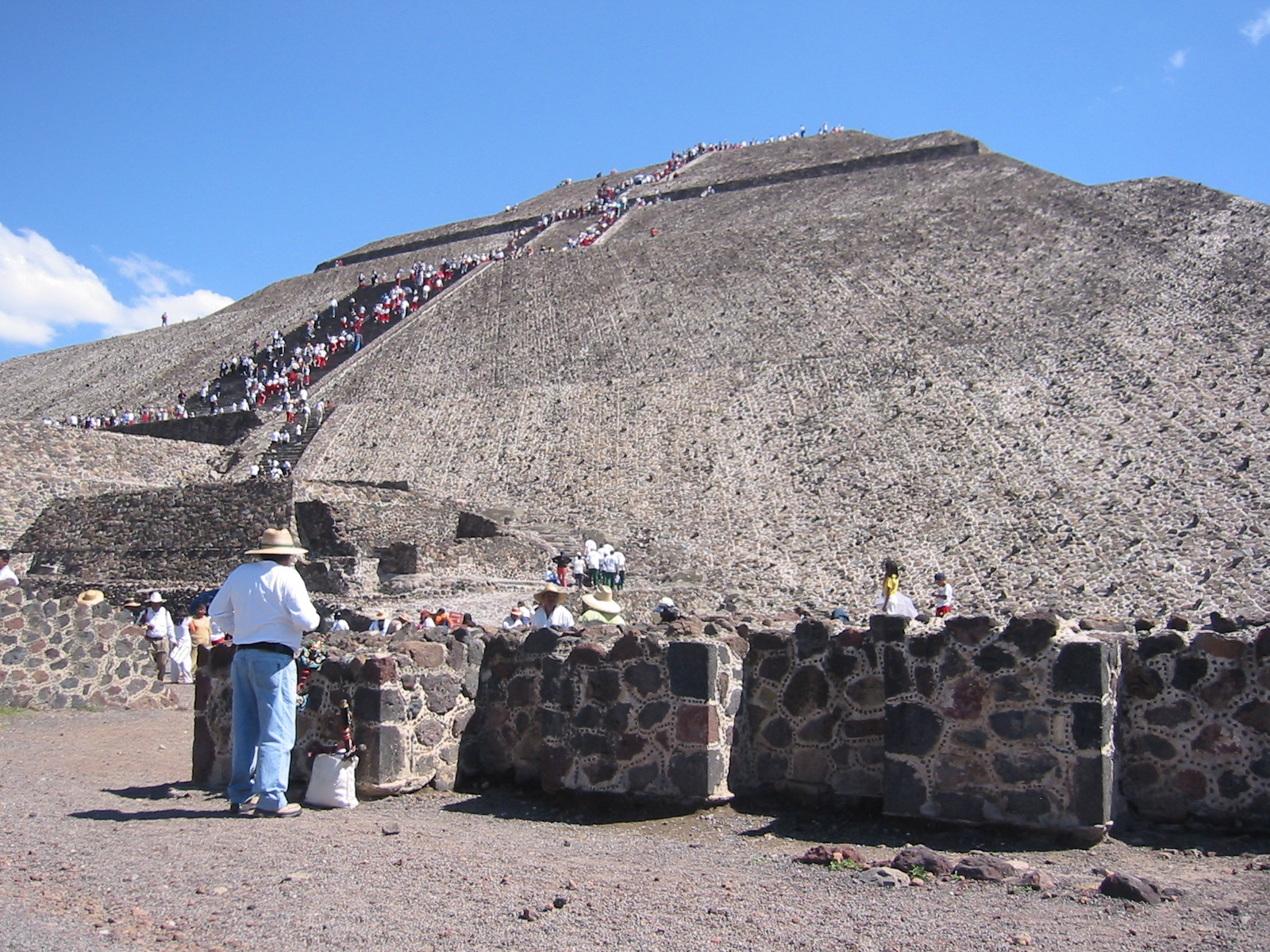
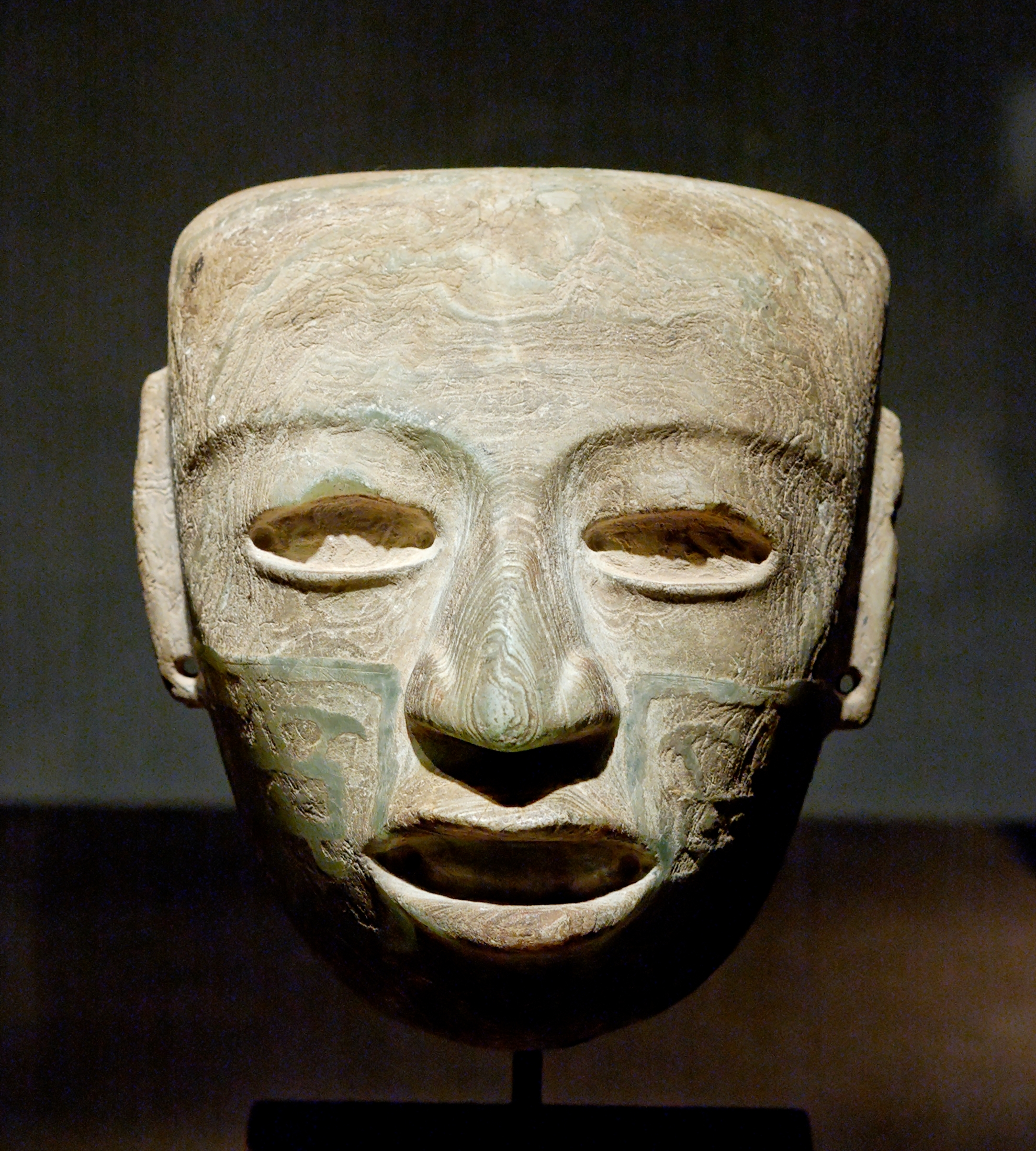
Мраморная маска, III—VII века н. э., Лувр
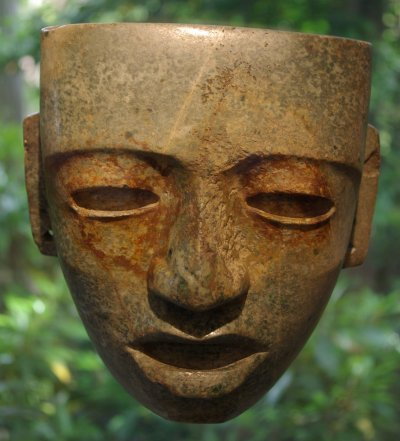
Маска из серпентина, III—VI века н. э.
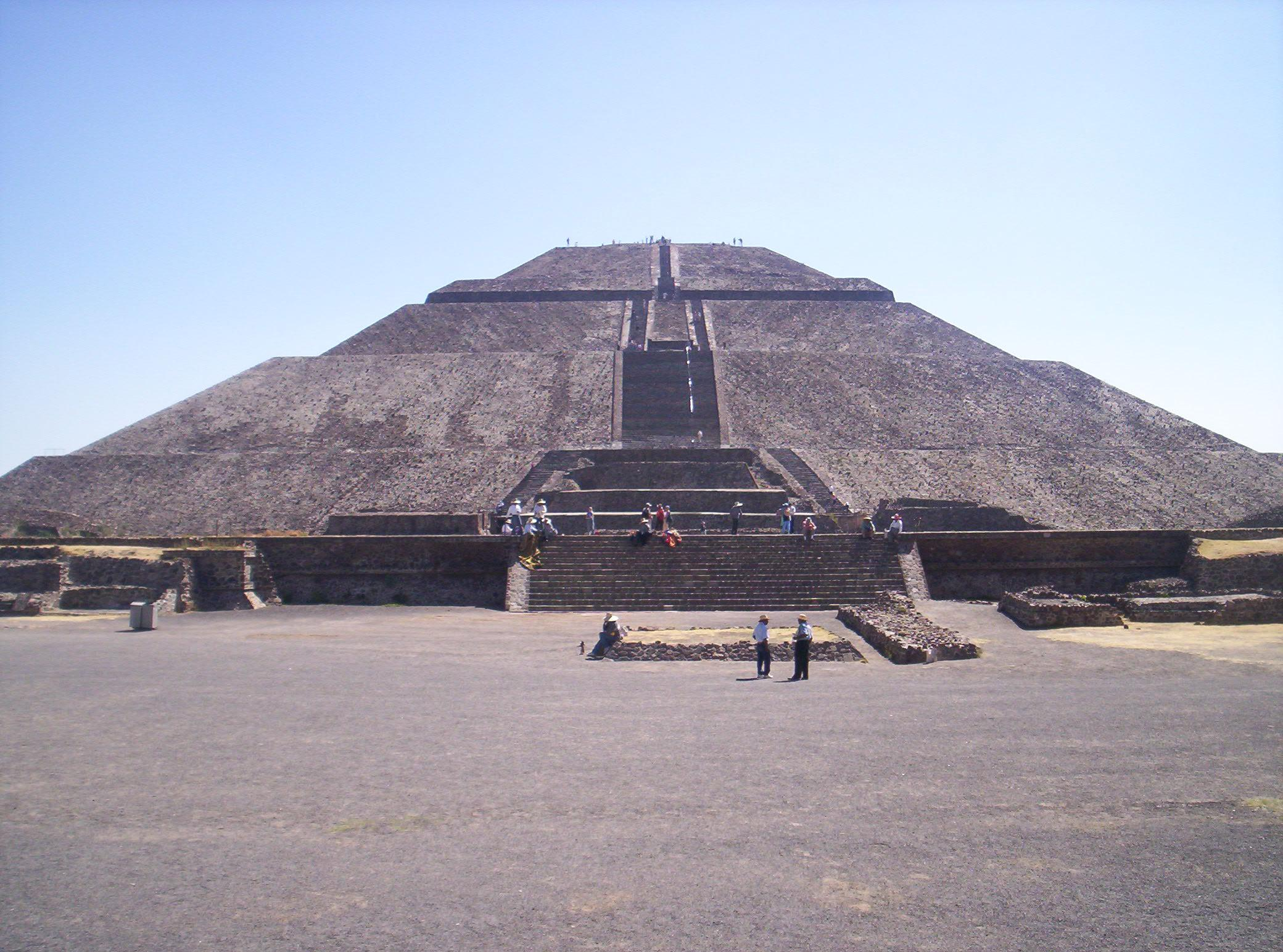
Пирамида Солнца, вид спереди
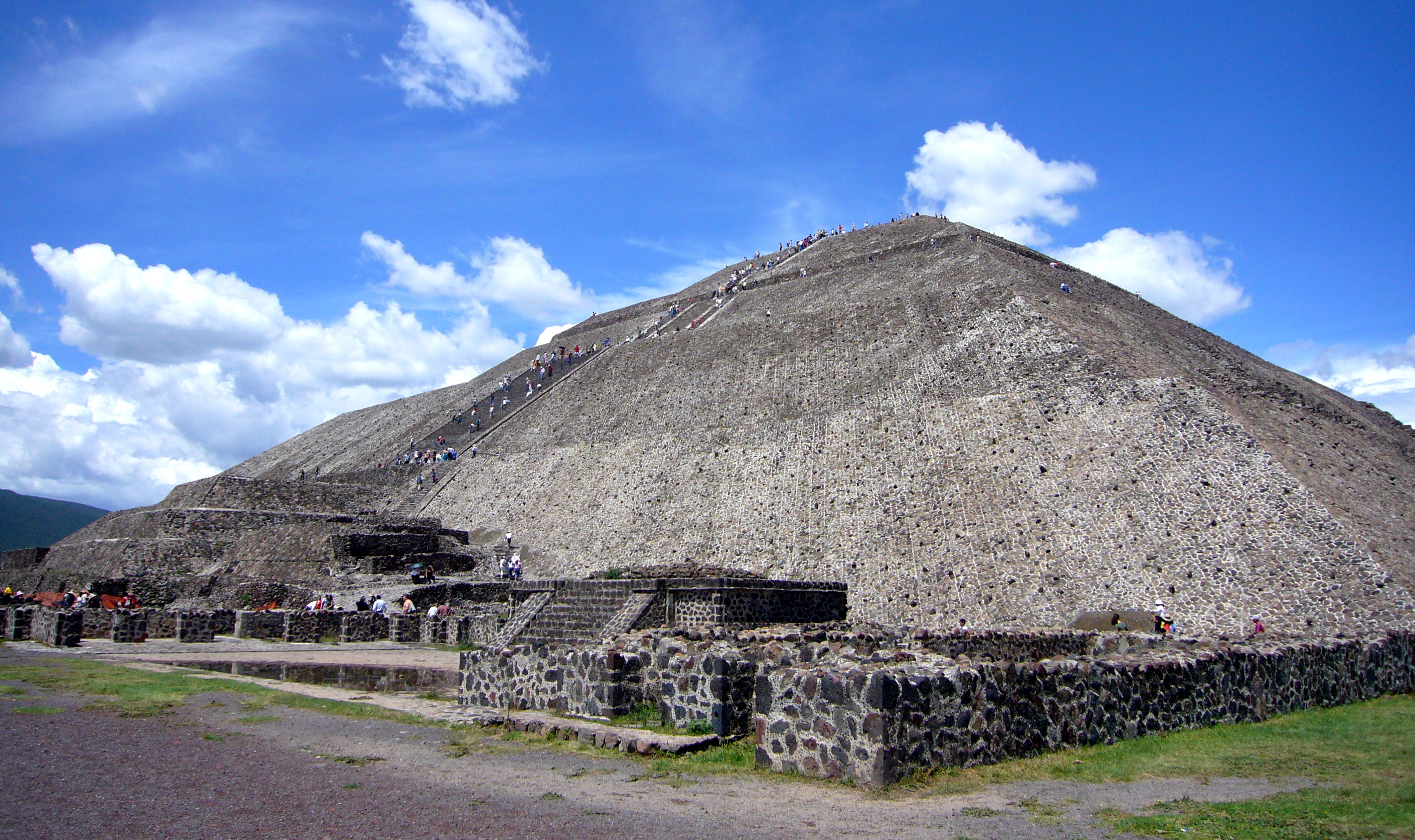
Пирамида Солнца
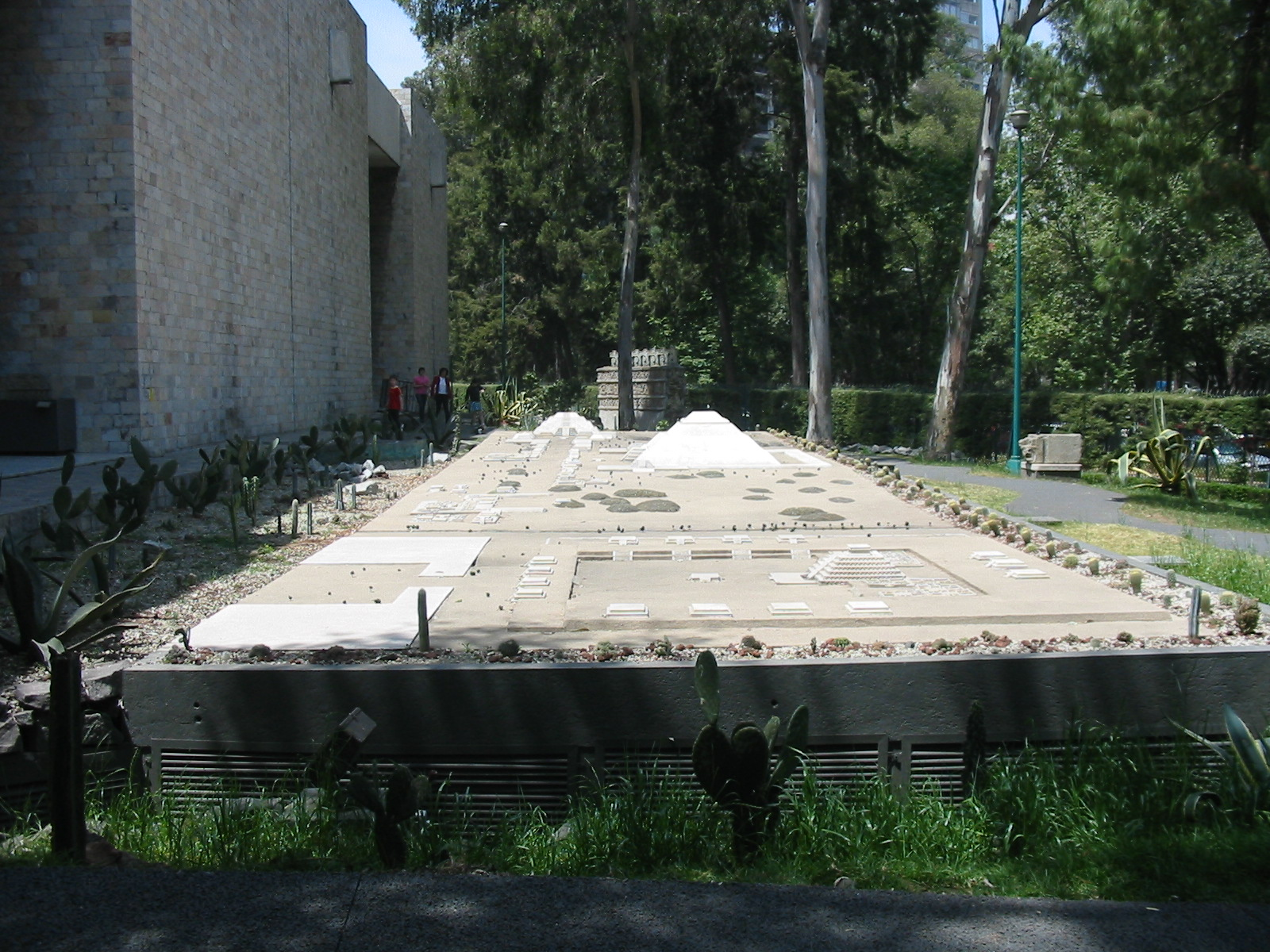
Модель Теотиуакана, Национальный музей антропологии, Мехико
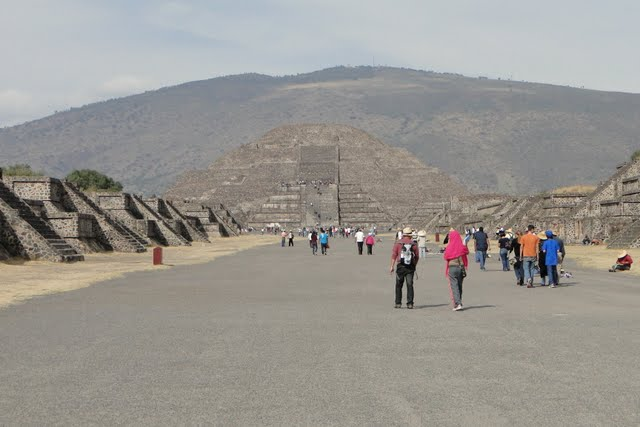
Дорога мёртвых, на заднем плане — пирамида Луны